# Cistus ladanifer

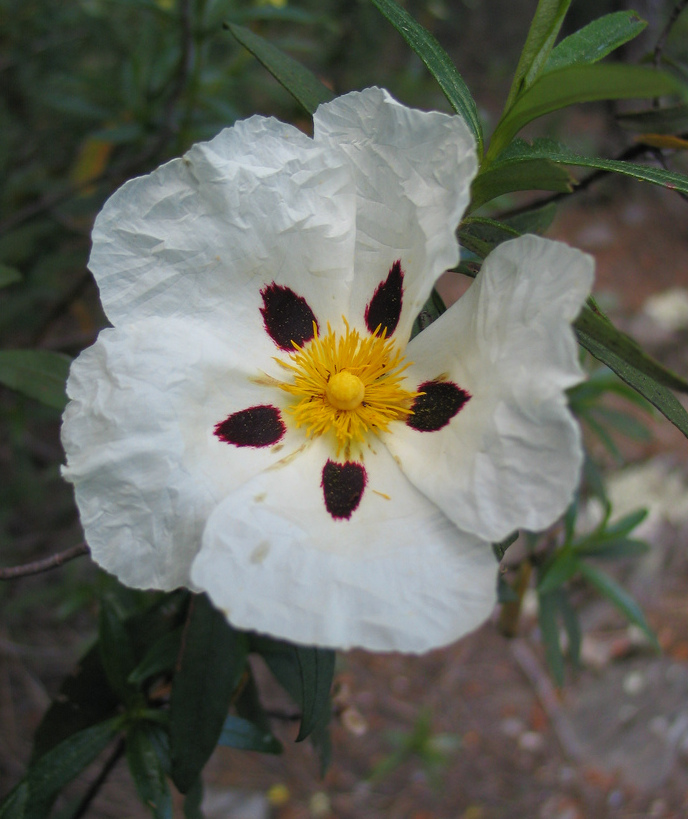
Flor

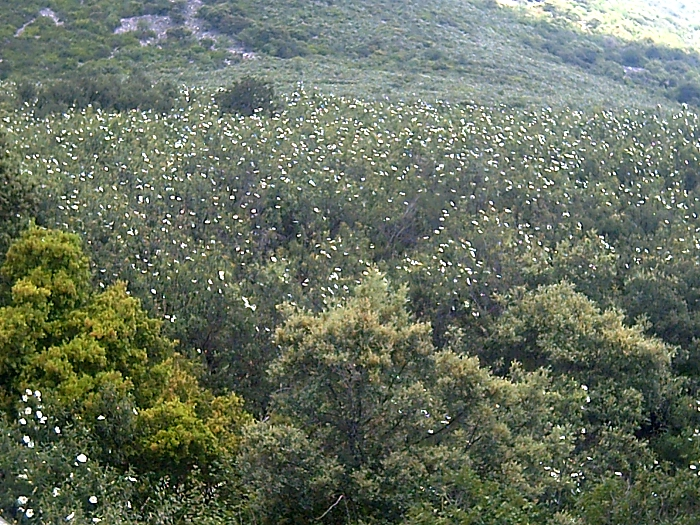
Hábitat

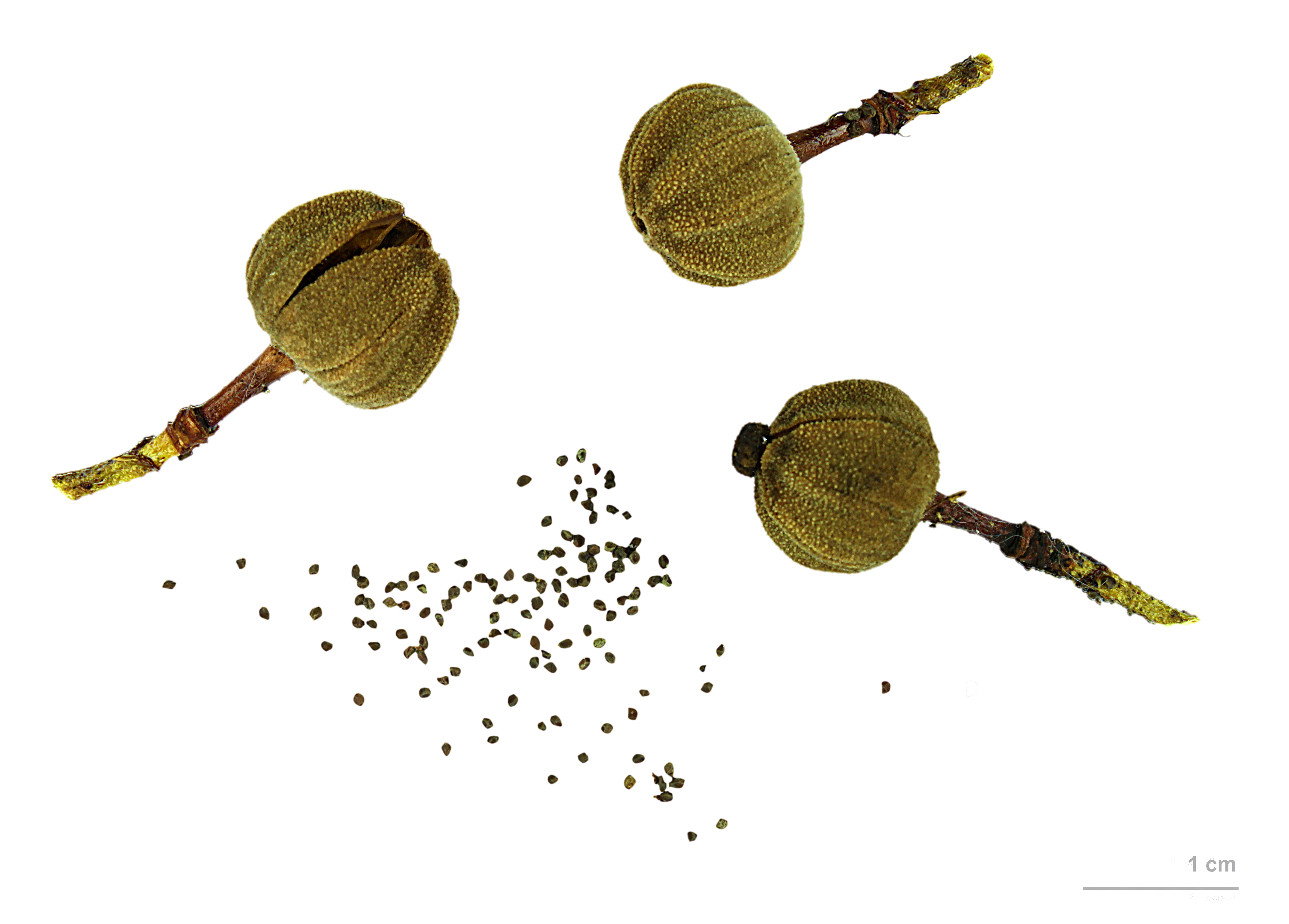
Cistus ladanifer

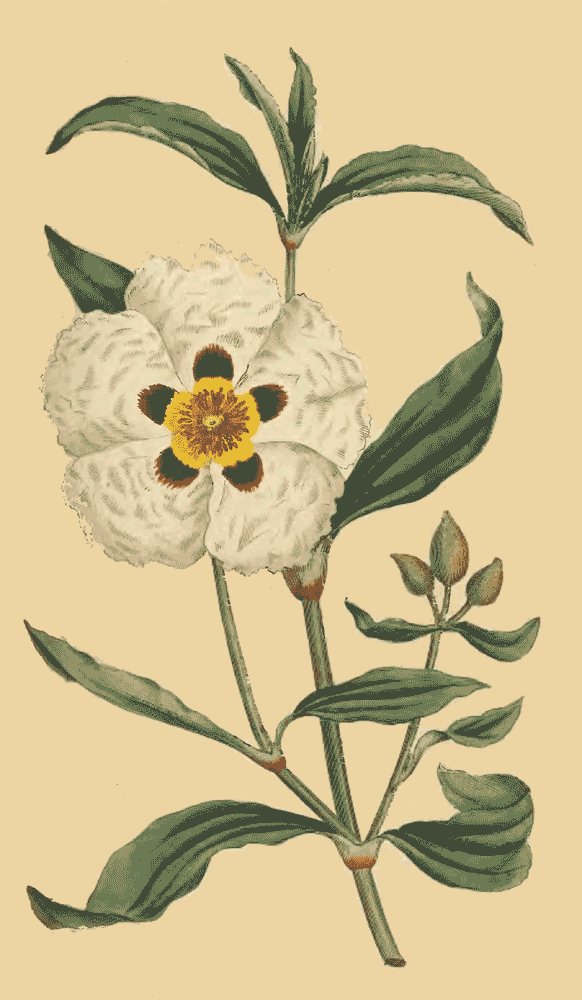
Ilustración

La jara pringosa (Cistus ladanifer) o el ládano es una especie de planta fanerógama perteneciente a la familia Cistaceae.

## Hábitat
Matorrales secos y soleados, terrenos no calcáreos o silíceos, zonas de monte, sobre suelos pobres más o menos degradados, de ahí que forme parte de la degradación de la masa arbórea. Suele aparecer en zonas con incendios recurrentes y donde la especie clímax no se regenera. Crece desde el nivel del mar hasta unos 1.500 m s. n. m.
Es nativa de la cuenca del Mediterráneo, sobre todo en España y Portugal, donde crece junto con las encinas en terrenos graníticos y pizarrosos de clima cálido y seco.

## Características
Es un arbusto de hasta 2,5 m de altura. Las hojas son alargadas y estrechas y están abundantemente impregnadas de una sustancia pegajosa, el ládano, aceite fuertemente oloroso que les da un aspecto brillante y se adhiere fácilmente a las manos y ropa. Tienen de 5 a 10 cm de longitud y son opuestas, lanceoladas y de color verde grisáceo. 
Sus flores son muy grandes (de unos 10 cm), con una corola de cuatro a seis pétalos (generalmente cinco), blancos (Cistus ladanifer var. ladanifer) o con una mancha de color morado en su base (Cistus ladanifer var. maculatus), y un cáliz de sólo tres sépalos. 
El fruto es una cápsula globosa con diez celdas en su interior.
Se ha encontrado que tienen asociaciones micorrizas con Boletus edulis, Boletus rhodoxanthus y Laccaria laccata.

## Historia
Dioscórides dice sobre el ládano: «Es una mata que crece a la manera del cisto empero produce más luengas y negras las hojas, sobre las cuales se recoge cierta grasa y untuosa viscosidad, a la prima vera. Untado con vino, disminuye la fealdad de las cicatrices. Instilado con agua y miel, o con aceite rosado, sana el dolor de oído».
Andrés Laguna añade: «Esta especie de cisto que aquí describe Dioscórides de la cual se coge el licor de las boticas llamado ládano, y láudano, es aquella planta muy pegajosa, que en Castilla tiene por nombre xara. Escribe Plinio el Viejo que se coge de la yedra cierto licor, del cual suele hacerse el ládano. Empero aqueste error, como tengo ya declarado, procede de la semejanza de los vocablos, porque cisto nos significa xara y cisso por otra parte yedra, de suerte que tomó el uno por el otro».

## Propiedades
Aunque ya no se usa, el ládano se tomaba en jarabes para la tos. También fue usado como antiséptico en caso de leucorrea y en la preparación de linimentos, pomadas y emplastos para el tratamiento de dolores reumáticos.

## Usos
Es una planta muy popular para usos ornamentales y se emplea en jardines temáticos para recrear el bosque mediterráneo. Sus hojas producen una fragante oleorresina, conocida como ládano, usado tradicionalmente en sahumerios, perfumes y ritos religiosos por las culturas del Antiguo Egipto y Oriente Medio.
En la actualidad, la resina es empleada en perfumes para hacer que la fragancia dure más (fijador) e imitar el aroma del ámbar gris, ya que esta sustancia es difícil de obtener. 
Representa la principal fuente de polen apícola a nivel comercial en la península ibérica.
Esta planta ha ganado el premio Award of Garden Merit de la Royal Horticultural Society.

## Taxonomía
Cistus ladanifer fue descrita por Carlos Linneo y publicado en Species Plantarum 1: 523. 1753.
Citología
Número de cromosomas de Cistus ladanifer (Fam. Cistaceae) y táxones infraespecíficos: 2n=18
Etimología
Cistus: nombre genérico que deriva del griego kisthós latinizado cisthos = nombre dado a diversas especies del género Cistus L. Algunos autores pretenden relacionarla, por la forma de sus frutos, con la palabra griega kístē = "caja, cesta".
ladanifer: epíteto latino que significa «con ládano», pues de esta especie se extrae el aceite de ládano.
Sinonimia
- Cistus grandiflorus Pourr. ex Willk. & Lange
- Cistus mariae Sennen
- Cistus palhinhae Ingram
- Ladanium officinarum Spach[9]
- Cistus ladaniferus f. immaculatus Dans.
- Cistus ladanosma Hoffmanns.
- Cistus viscosus Stokes[10]

## Nombres comunes

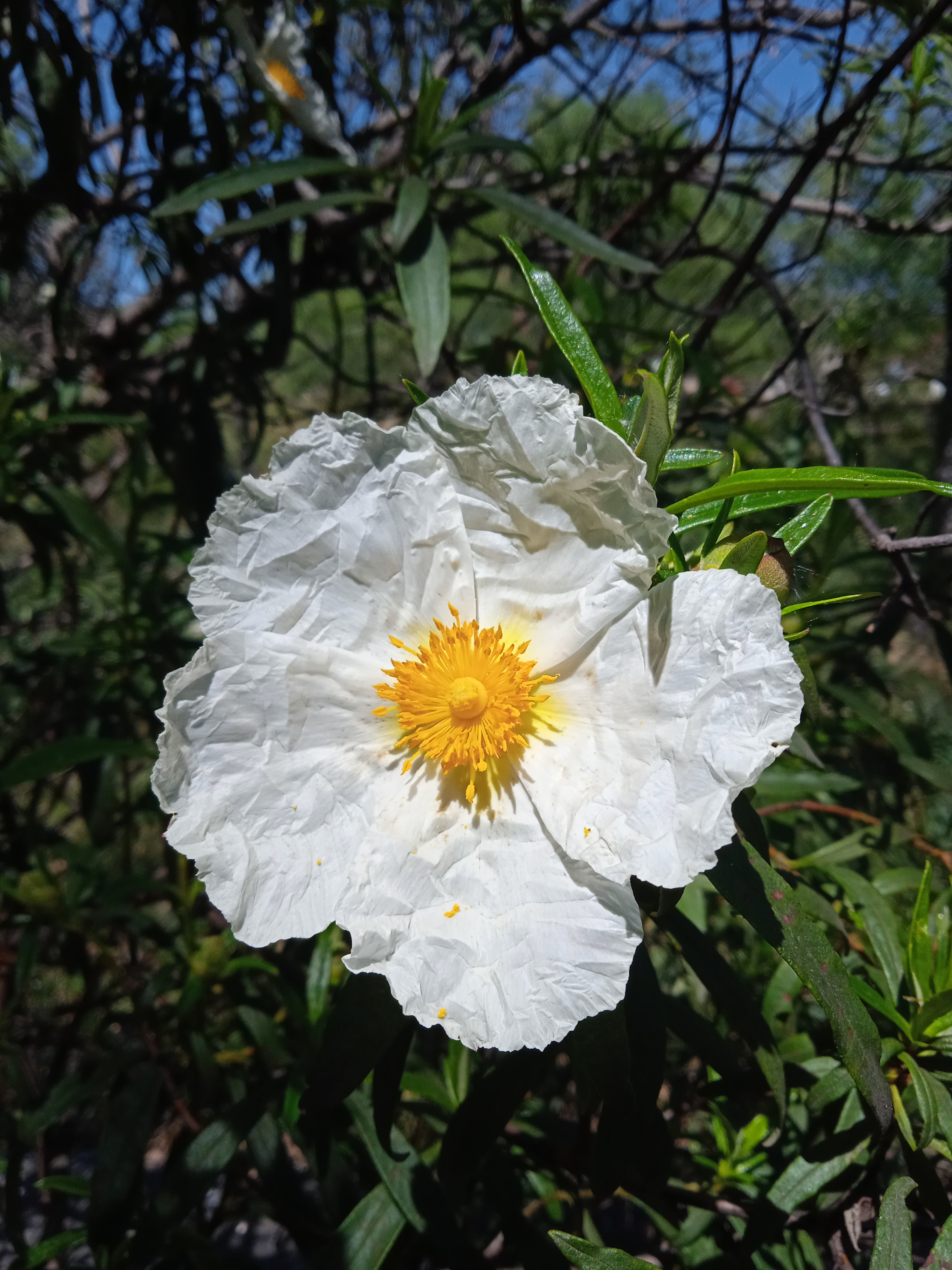
Flor blanca de la jara

- Castellano: cogollos, estepa, estepa blanca, estepa de ládano, estepa del ladán, estepa ladanífera, gallarín, hierba lobera, jara, jara blanca, jaracepa, jara común, jara de flor manchada, jara de hornos, jara de láudano, jara de las cinco llagas, jara de ládano, jara del ládano, jara de Sierra Morena, jara estepa, jara estepa y pegajosa, jara gomosa, jara ladanífera, jara manchega, jara melosa, jara mora, jara negra, jara pegajosa, jara pegantosa, jara pringosa, jara sabia, juagarzo blanco, lada, lada ladón, ládano, ladón, ládano, ledo, mangala, mangla, meloja, mángala, mánguila, pringe, repipión, ripión, rosa de la jara, sarro, trompillo, trompo, turmeruela, xara.[11]